# Станчик, Чеслав
Чеслав Станчик (латыш. Česlavs Stančiks; 26 сентября 1896, Рига — 17 июля 1980 — латвийский футболист, выступавший на позиции полузащитника, игрок сборной Латвии. Участник Олимпийских игр 1924 года.

## Клубная карьера
Начал играть в футбол в возрасте 16 лет, в 1912 году в рижском клубе «Аматерис». Следующие два года провёл в рижской команде «Унион». В 1915 году, когда фронт Первой мировой войны подошёл к Риге, Станчик эвакуировался в Москву, где выступал за клуб «Сокольники», после окончания войны вернулся на родину и некоторое время играл за свой прежний клуб «Унион».
В 1921 году Станчик присоединился к команде «Кайзервальд» («Кейзармежс»), с которой стал победителем первого официального чемпионата Латвии в 1922 году и выиграл второй титул на следующий год. По окончании сезона 1925 «Кайзервальд» был расформирован и Станчик перешёл в рижский «РФК», с которым одержал победу в чемпионате Латвии 1926 года и стал двукратным обладателем Кубка Риги. С 1928 по 1932 годы футболист выступал за «Вандерер», в одном из сезонов упустил шанс выиграть ещё один чемпионский титул, так как «Вандерер» уступил в «золотом матче» клубу «АСК». Последним клубом Станчика стал в 1936 году «ЛСБ», игравший уровнем ниже — в чемпионате города Риги.

## Карьера в сборной
Чеслав Станчик принял участие в первом официальном матче в истории сборной Латвии — 24 сентября 1922 года в Риге против Эстонии (1:1). В 1924 году он был включен в состав сборной для участия в Олимпийских играх и принял участие в единственном матче национальной команды на этом турнире, проигранном 0:7 Франции.
До 1927 года Станчик был основным игроком латвийской сборной, а в 7 матчах выходил на поле в качестве капитана. 16 августа 1924 года он забил свой первый гол за сборную в ворота литовцев. В последние годы своей карьеры редко призывался в команду и за четыре года (1928—1931) принял участие лишь в трёх матчах, последней стала игра 27 сентября 1931 года против Эстонии.
Всего в составе сборной Латвии Станчик сыграл 20 матчей и забил 2 гола.

## После футбола
В 1939 году переехал в Германию по программе переселения этнических немцев из республик Прибалтики. Дальнейшая судьба неизвестна.

## Достижения
- Чемпион Латвии: 1922, 1923, 1926